# Gamdougoum
Gamdougoum (ou Gandougoum, Gamlougoum) est une localité du Cameroun située dans le département du Mayo-Tsanaga et la Région de l'Extrême-Nord, à proximité de la frontière avec le Nigeria. Elle fait partie de la commune de Hina.

## Population
En 1966-1967, Gamdougoum comptait 875 habitants, pour la plupart des Daba. À cette date, elle disposait d'un marché hebdomadaire régional le jeudi et d'un marché d'arachide.
Lors du recensement de 2005, elle en comptait 5 877.

## Infrastructures
La localité est dotée d'un collège général public de premier cycle (CES).